# 전쟁모자

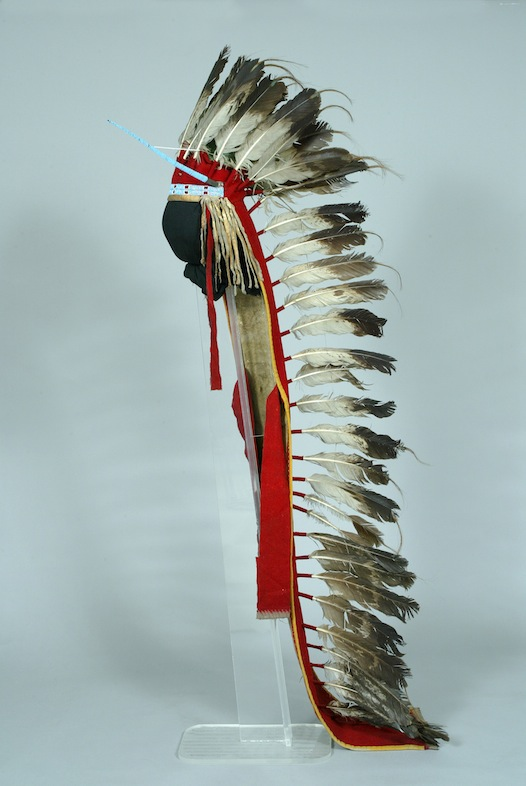

전쟁모자(warbonnet)는 북미 대평원 원주민 부족의 남성 지도자들이 쓰는 깃털로 만든 쓰개다. 원래 전쟁에 나갈 때 쓰는 것이었으나 오늘날에는 전통의례용으로 사용한다. 대평원 원주민들에게 이 쓰개는 종교적 그리고 정치적으로 굉장히 큰 의미를 갖는 것이라 자격이 있는 사람만 쓸 수 있다.
부족별로 언어가 다르므로 이 모자를 부르는 말도 다 다르다.
- 크로우어: 오카페(óhkape)[1]
- 샤이엔어: 마마에(mámaa'e)[2]
- 라코타어: 와파하(wapáha)[3]
- 아시니보인어: 위야가 와파하(wíyaga wapáha)[4]
- 다코타어: 윙양와파하(wiƞ'yaƞwapaha), 와포스탕(wapoṡtaƞ)[5]
- 아이오와어: 마슈그랑에(mašúgraŋe)[6]
- 오지브와어: 미그와니위와콴(miigwani-wiiwakwaan)[7]
- 오마하어: 마쇼팍토(máshoⁿpágthoⁿ)[8]
- 식시카어: 우츠키나시나(ootskinasina)[9]
- 아리카라어: 수흐카탁욱스(suhkatákUx)[10]
- 아라파호어: 노누오이유쿠(nonoo'oeeyookuu'), 코쿠호우트(kokoohowoot), 와테(wote')[11]